# Gerodontologie
Gerodontologie is een wetenschappelijke differentiatie binnen de tandheelkunde. Deze discipline bestudeert de mondgezondheid van ouderen en juist die van kwetsbare ouderen. Er wordt rekening gehouden met de specifieke uitdagingen en veranderingen die zich voordoen in de mondgezondheid naarmate mensen ouder worden; ziekten die bij ouderen meer voorkomen, zoals de diverse vormen van dementie, ziekte van Parkinson en reumatoïde artritis, hebben gevolgen voor de mondgezondheid, de (tandheelkundige) behandeling en de mondverzorging.

## Bevorderen levenskwaliteit ouderen
Door de vergrijzing in Nederland neemt het belang van kennis over gerodontologie toe. Steeds meer ouderen behouden tot op hoge leeftijd hun natuurlijke gebit en hebben behoefte aan gespecialiseerde zorg. Het is een uitdaging voor het gehele tandheelkundige veld om in deze behoefte te voorzien.
De gerodontologie is gericht op het verbeteren van de levenskwaliteit van ouderen door middel van het behouden van een goede mondgezondheid en het bieden van mondzorg die is afgestemd op hun unieke behoeften en omstandigheden. Preventieve mondzorg is hierbij zeer belangrijk. Dit omvat het benadrukken van goede mondhygiëne, regelmatige controles en het identificeren van risicofactoren die kunnen leiden tot tandheelkundige problemen en een verslechterde mondverzorging.

## Nederland
De Nederlandse Vereniging voor Gerodontologie (NVGd) behartigt de belangen van mondzorgverleners (tandartsen, mondhygiënisten en tandprothetici) die werkzaam zijn in dit domein. De NVGd speelt een rol bij de kennisontwikkeling, en door wetenschappelijke output te vertalen naar de praktijk zal de mondzorgverlener verder kunnen professionaliseren. De vereniging heeft een sterk interdisciplinair karakter vanwege het lidmaatschap van tandartsen, mondhygiënisten en tandprothetici.
De NVGd houdt een register bij waarin opgenomen de tandartsen-geriatrie en mondhygiënisten-geriatrie. Zij hebben zich verdiept in de gerodontologie en hebben bovengemiddelde competenties van de mondzorg en de (tandheelkundige) behandeling van en voor de doelgroep. 